# 陳達燊
陳達燊（Chan Tat Sun，1970年9月11日—），生於澳門，已退役澳門著名足球運動員，司職守門員，前澳門足球代表隊隊長，為澳門近年最成功和最具知名度的運動員之一及近十年來最出色的門將於2017年7月2日宣佈以46之齡退役。

## 球會生涯
陳達燊生於澳門，曾效力麗新青年軍，於1988年至89年球季助香港乙組球隊保濟升班，翌季短暫加盟海峰。於1998年2000年期間效力當地球會藍白，在2000年夏天到日本球會橫濱水手跟操，同年獲香港球會晨曦力邀加盟亦助晨曦奪得當屆的聯賽冠軍，其後他亦是晨曦奪5冠王的功臣，於2001年隨澳門在世界盃外圍賽作客哈薩克時獲俄超球會莫斯科火車頭青睞開出1萬美元月薪條件，不過陳達燊最終不願意放棄澳門公務員的身份到俄羅斯試腳，直到在2012年回歸澳門聯賽於2017年7月2日宣佈以46之齡退役。

## 個人生活
由於陳達燊年輕時身穿灰色長袖底衫守龍門而當時意大利國家隊門將索夫也喜歡穿全套灰色的球衣，由於他年紀小於是別人便稱他為索夫兒子後來演變成「索夫仔」，陳達燊曾表示希望能像偶像索夫般踢球直至四十歲最終他於2017年7月2日宣佈以46之齡退役。

## 外部連結
- 香港足球總會網頁球員註冊資料 （页面存档备份，存于）